# Hiperantes
Hiperantes (en grec Υπεράνθης) fou un príncep persa, fill del rei Darios I el Gran de Pèrsia i de Frataguna, filla d'Artanes. Va participar en la guerra contra els grecs i, segons Heròdot, va morir al costat del seu germà Abròcomes a la batalla de les Termòpiles el 480 aC.